# 1880 (numero)
Milleottocentottanta (1880) è il numero naturale dopo il 1879 e prima del 1881.

## Proprietà matematiche
- È un numero pari.
- È un numero composto da 16 divisori: 1, 2, 4, 5, 8, 10, 20, 40, 47, 94, 188, 235, 376, 470, 940, 1880. Poiché la somma dei suoi divisori (escluso il numero stesso) è 2440 > 1880, è un numero abbondante.
- È un numero congruente.
- È un numero pratico.
- È un numero felice.
- È un numero semiperfetto in quanto pari alla somma di alcuni (o tutti) i suoi divisori.
- È un numero malvagio.
- È parte delle terne pitagoriche (423, 1880, 1927), (1128, 1504, 1880), (1410, 1880, 2350), (1809, 1880, 2609), (1880, 1974, 2726), (1880, 3525, 3995), (1880, 4218, 4618), (1880, 4512, 4888), (1880, 8736, 8936), (1880, 9306, 9494), (1880, 10965, 11125), (1880, 17622, 17722), (1880, 18753, 18847), (1880, 22050, 22130), (1880, 35319, 35369), (1880, 44160, 44200), (1880, 55209, 55241), (1880, 88350, 88370), (1880, 110442, 110458), (1880, 176715, 176725), (1880, 220896, 220904), (1880, 441798, 441802), (1880, 883599, 883601).

## Astronomia
- 1880 McCrosky è un asteroide della fascia principale del sistema solare.

## Astronautica
- Cosmos 1880 è un satellite artificiale russo.